# Copertă dură

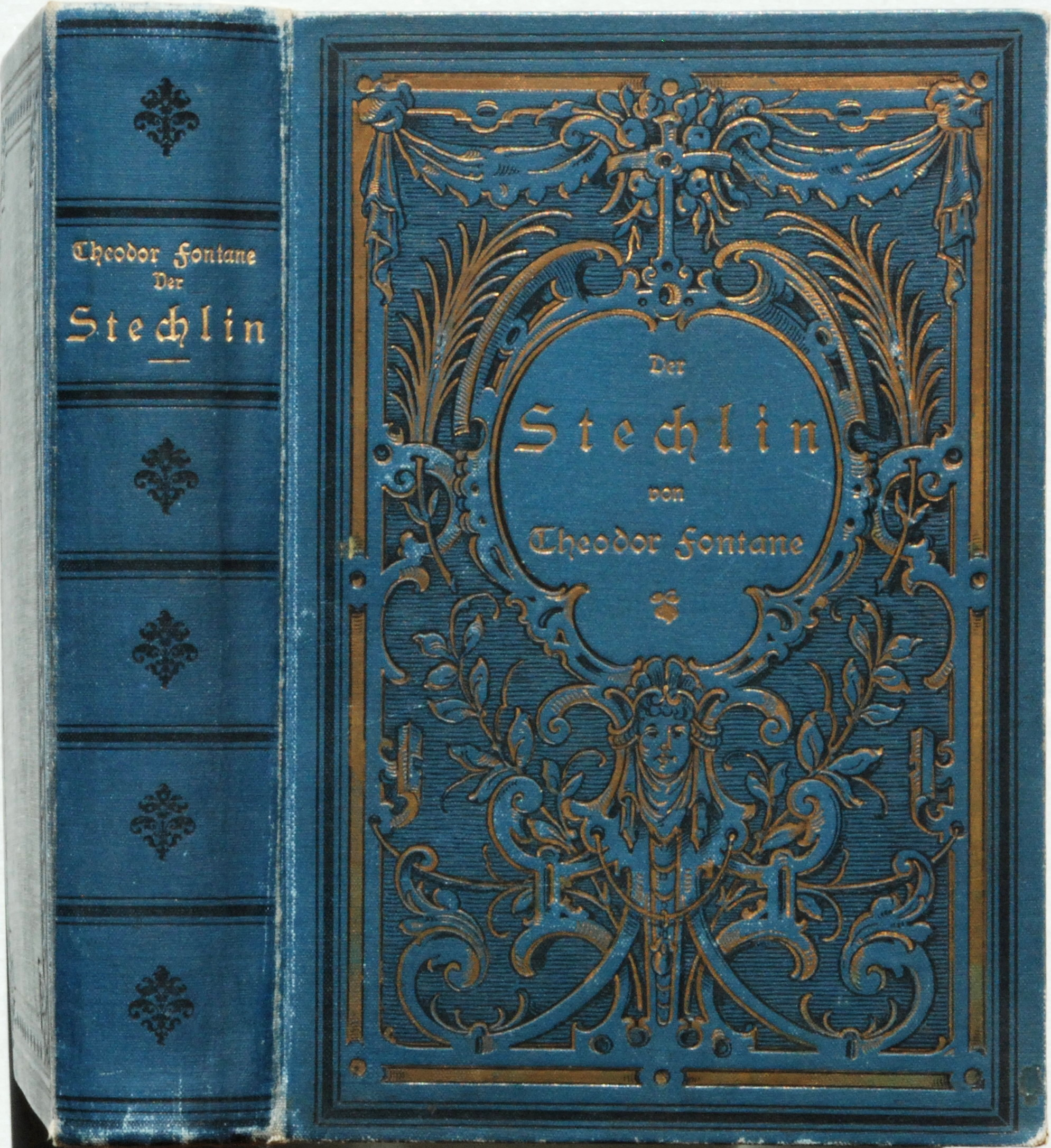
O carte cu copertă cartonată tipică (1899)

O carte cu copertă dură (cunoscută, de asemenea, în engleză sub numele de hardcover sau hardback și în română cartonată) este un tip de carte cu o copertă rigidă și mai groasă. Cartea are paginile cusute sau legate cu scoabe și este căptușită cu o copertă de carton tare, combinată uneori cu pânză sau cu o imitație din piele. Această copertă acoperă cartea pe toate suprafețele sale exterioare.
Cărțile cu coperți dure sunt tipărite de multe ori pe hârtie neacidă și sunt mult mai durabile decât cărțile cu coperți broșate, care au o hârtie flexibilă și mai ușor de deteriorat. Realizarea coperților cartonate este mai costisitoare. Coperțile dure sunt protejate de obicei cu supracoperți, dar în ultima vreme s-a renunțat la utilizarea supracoperților în favoarea coperților cartonate imprimate în relief cu diferite modele.

## Galerie

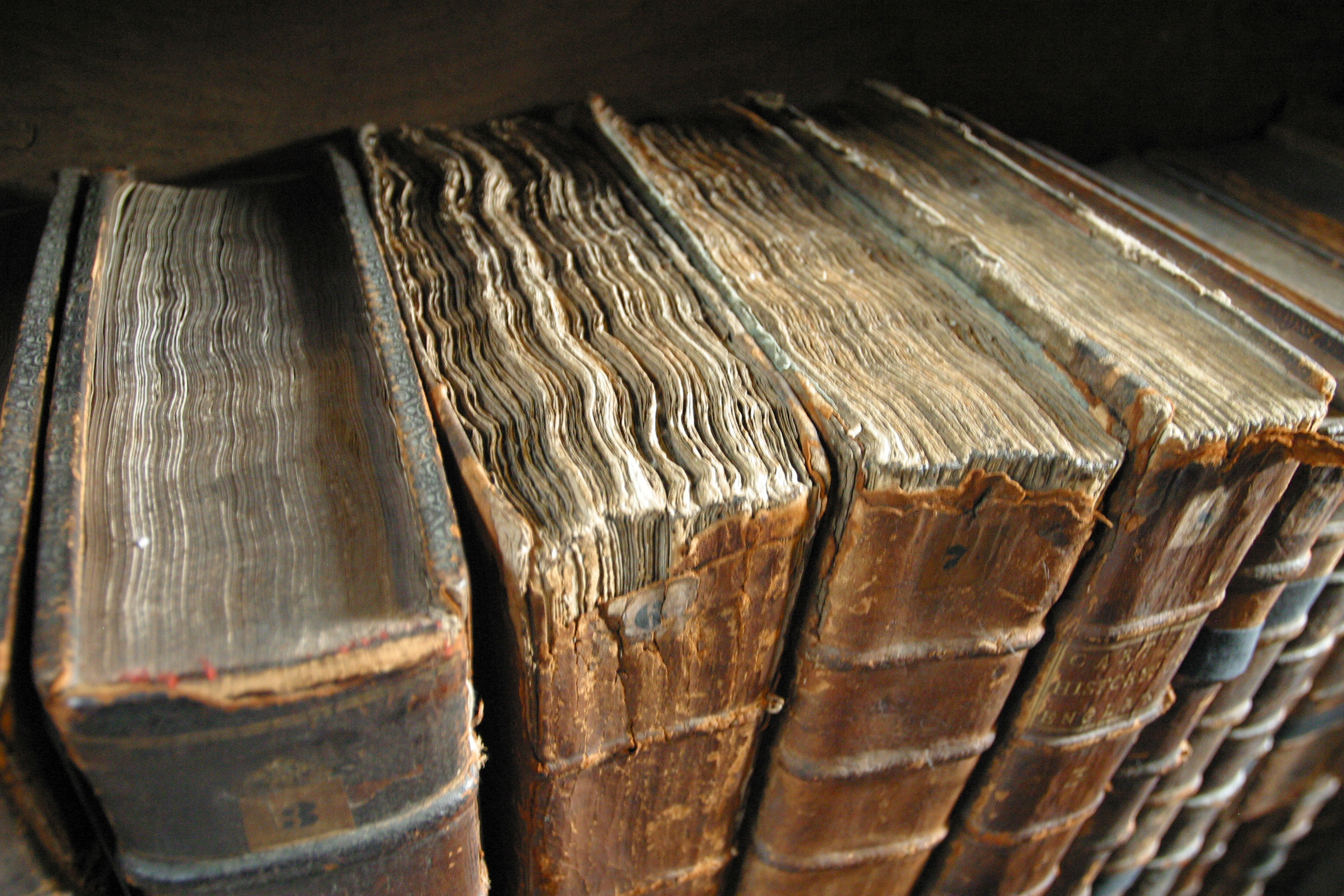
Cărți vechi cu copertă cartonată la biblioteca Merton College.
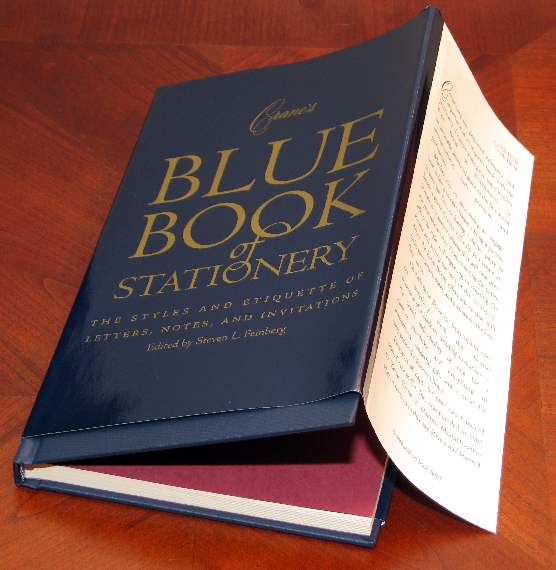
Supracopertă a unei cărți cu copertă cartonată
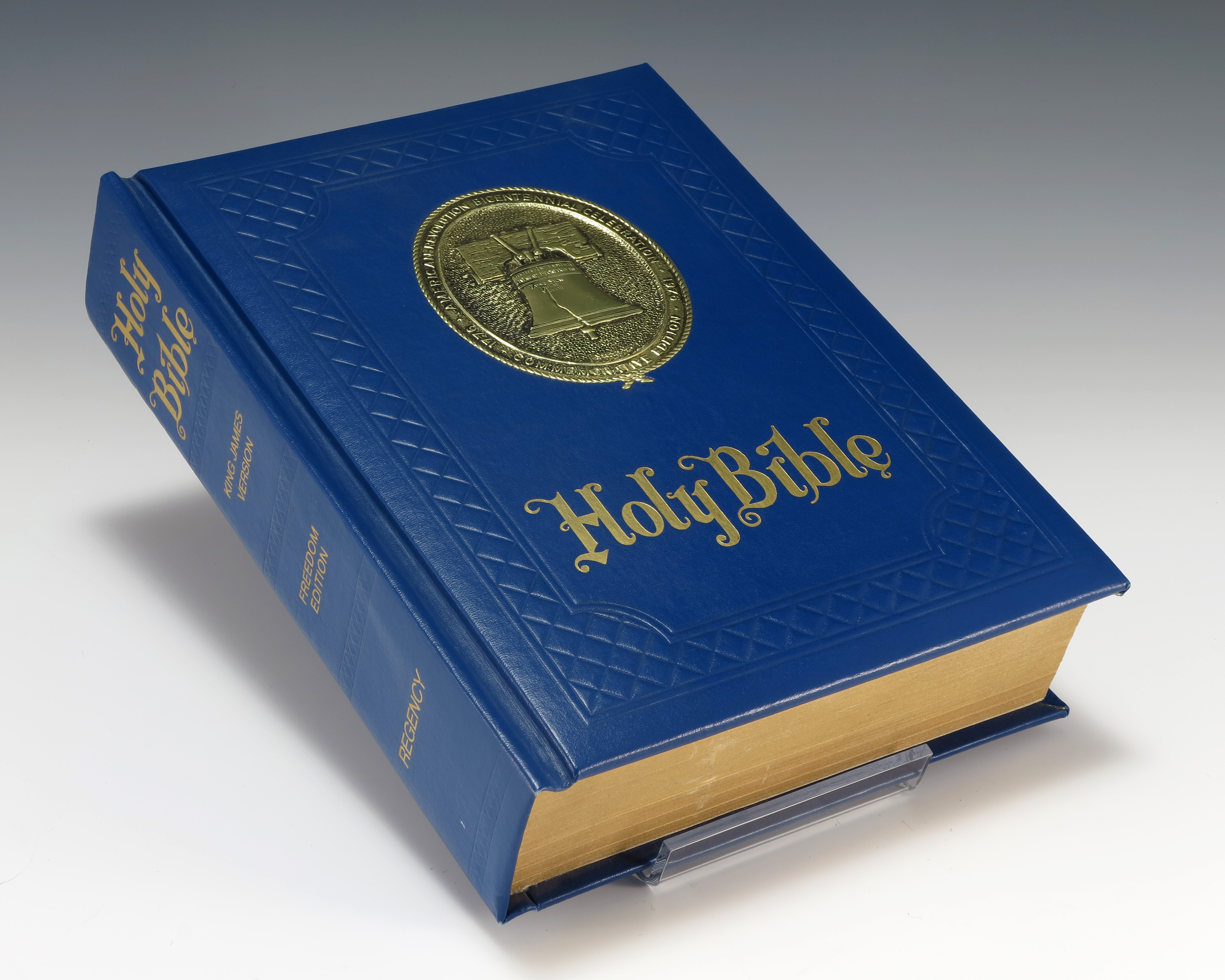
O Biblie legată în piele albastră
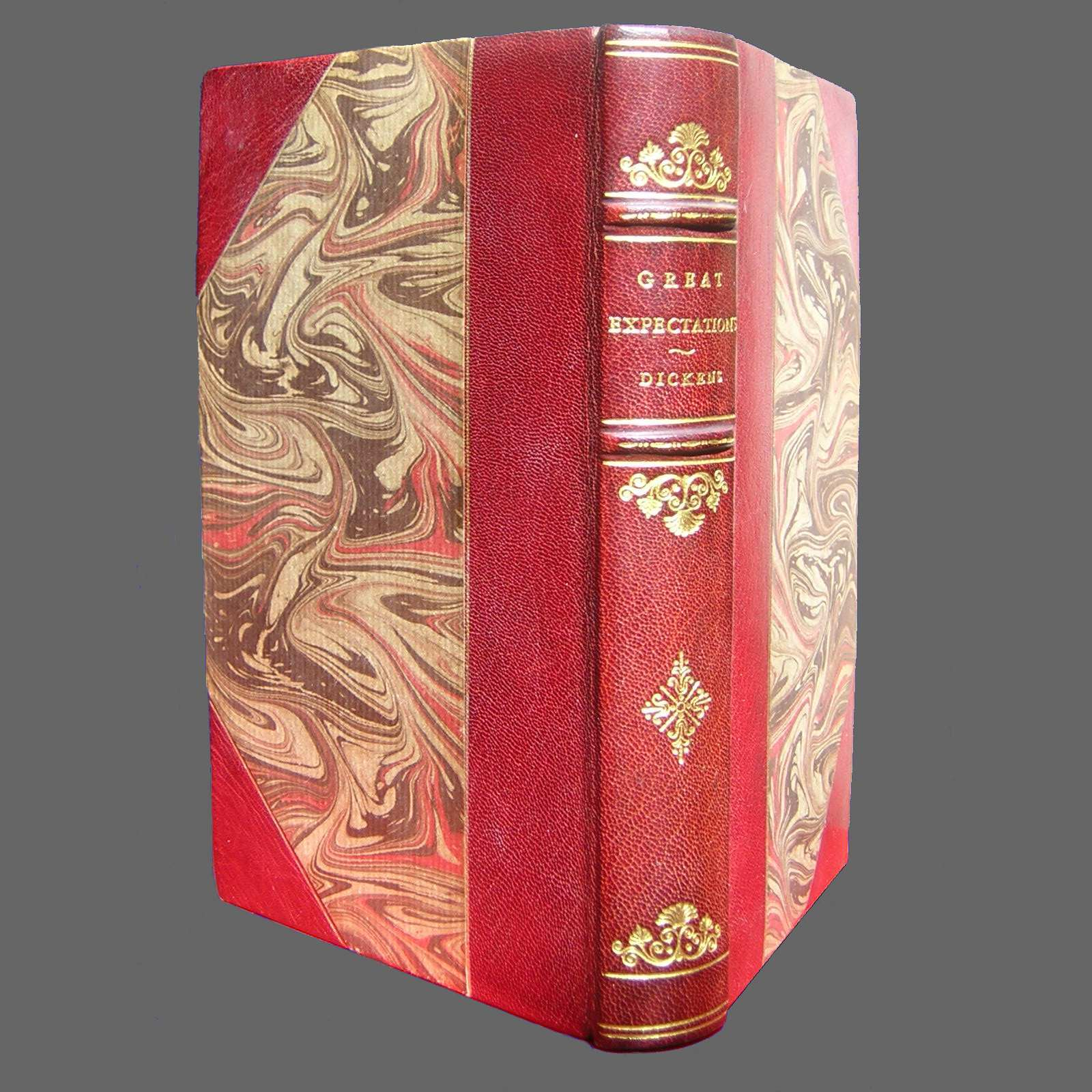
Carte cu copertă dură, parțial din piele (pe cotor și la colțuri) și parțial din carton (în rest).
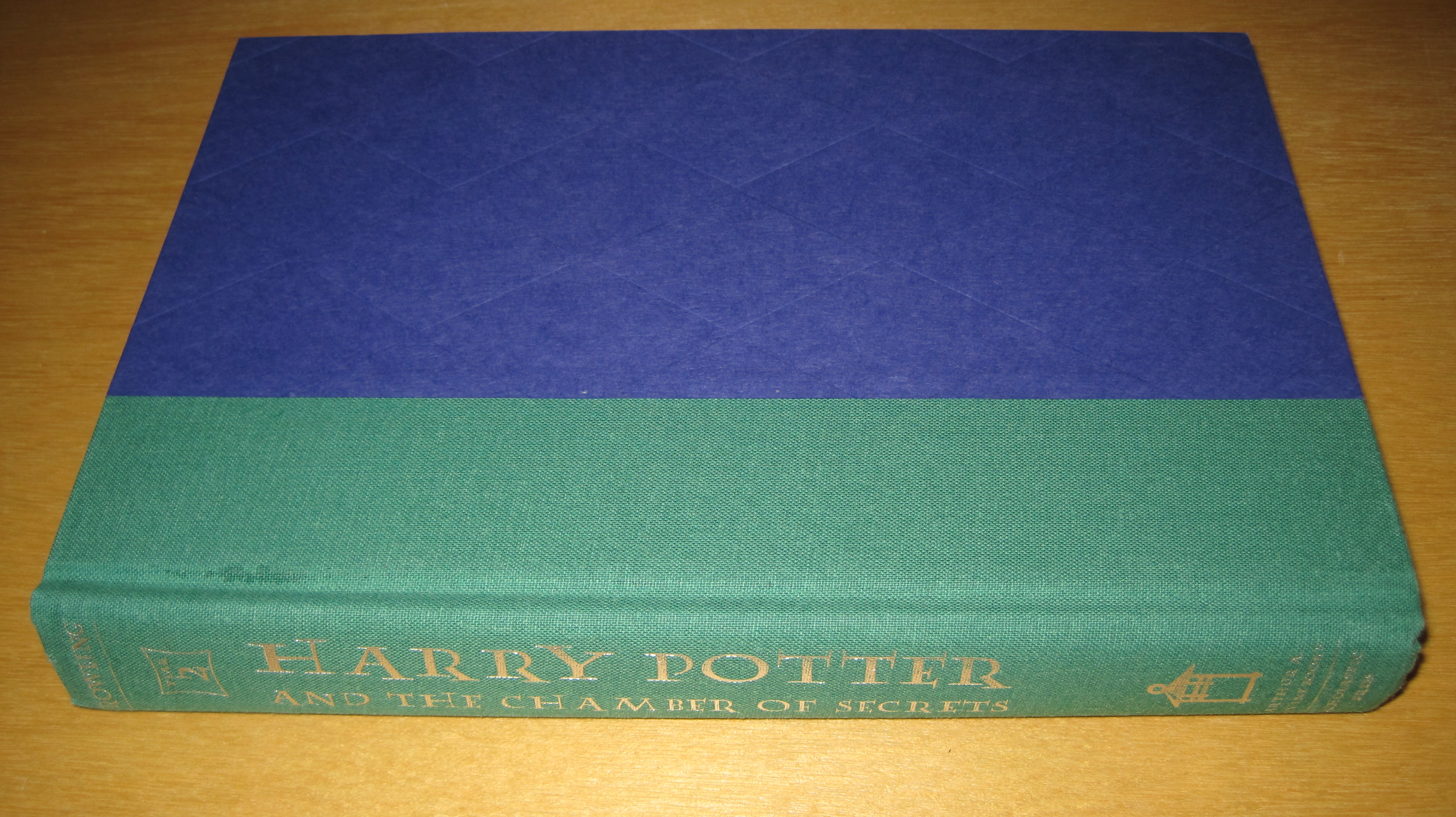
Carte contemporană cu copertă dură, parțial din pânză (pe cotor) și parțial din carton (în rest)